# مقاطعة أرسنجان
مقاطعة أرسنجان (بالفارسية: شهرستان ارسنجان) هي إحدى مقاطعات محافظة فارس في إيران. مركز مقاطعة أرسنجان هو مدينة أرسنجان.